# Fiñana
Fiñana est une commune de la province d'Almería, en Andalousie, Espagne.

## Géographie

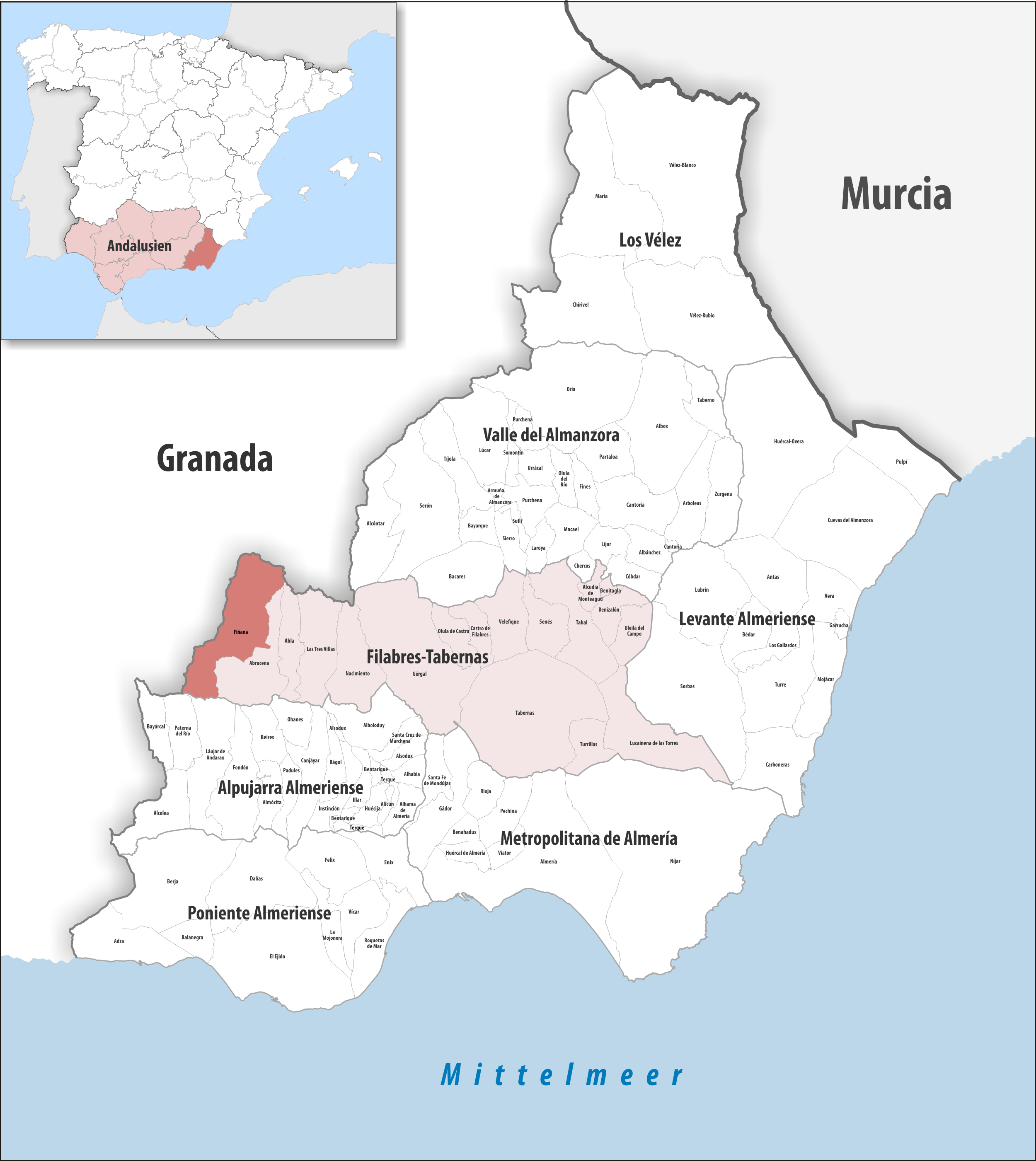
Fiñana dans la comarque Filabres-Tabernas, province d'Almería / en Andalousie

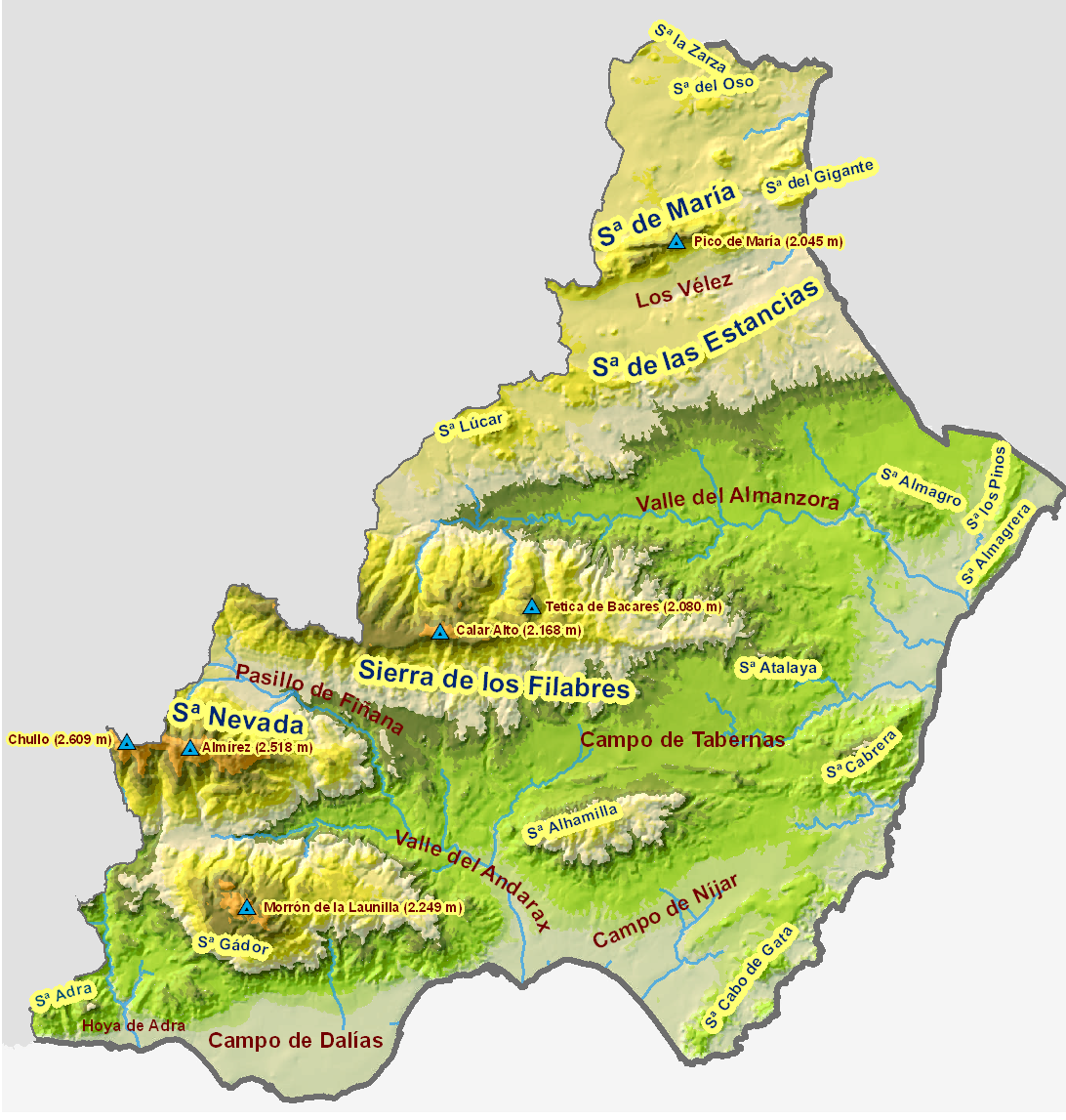
Schéma des montagnes de la province d'Almeria

### Localisation
La commune de Fiñana se trouve dans le sud-est de l'Espagne, vers l'ouest de la province d'Almería et à l'extrémité ouest de la comarque Filabres-Tabernas.
Tabernas est à 52 km est-sud-est ;
Almería à 69 km sud-est ;
Madrid à 473 km nord ;
Gibraltar à 344 km ouest-sud-ouest (distances par route).

### Communes voisines
Fiñana jouxte Paterna del Río au sud-ouest seulement par un quadripoint.

### Généralités
Au nord, elle jouxte deux communes de la province de Grenade : Baza (comarque de Baza) et Dólar (comarque de Guadix), qui font toutes deux partie du parc naturel de la sierra de Baza. 

Environ un quart de la commune au sud est incluse dans le parc naturel et parc national de la Sierra Nevada.
Le Nacimiento (es), affluent de l'Andarax, traverse la commune d'ouest en est.
La voie de chemin de fer Linares - Almeria longe d'assez près la rive gauche (côté nord) du Nacimiento. L'autoroute A-92 passe un peu plus au sud.
Le couloir de Fiñana (pasillo de Fiñana) se trouve entre la sierra des Filabres au nord et la sierra Nevada au sud. Historiquement, c'est un lieu de passage fréquenté (voir la section « Histoire ») – mais pas seulement par les humains : le vent l'emprunte aussi. Pendant la journée, le renforcement des hautes pressions sur le littoral (mer d'Alborán à un peu moins de 50 km en droite ligne mais entourée de montagnes) et les basses pressions à l'intérieur engendrent des vents faibles vers l'intérieur, qui pénètrent dans les terres à l'ouest par la vallée du Guadalquivir, au sud par la vallée du Guádalhorce et la vallée de Lecrín et à l'est par la vallée de Almanzora et le couloir de Fiñana. Ces vents abaissent les températures dans les zones basses, particulièrement dans la province de Grenade (plaine de Baza, plaine de Guadix et alentours) où il se produit une convergence en raison de ces entrées de vent.

## Histoire

### Préhistoire
Le couloir de Fiñana (pasillo de Fiñana), et en particulier ses deux plus grandes communes Abla et Fiñana, a été étudié en 1987 et 1988 dans le cadre du « Projet Millares », une étude approfondie du site de Los Millares. 
Pour rappel, los Millares est sur Santa Fe de Mondújar à environ 50 km au sud-est de Fiñana ; il est associé à une vaste nécropole riche en artéfacts et en démonstrations de diverses coutumes associées ; et c'est le point focal de la culture de Los Millares (es) qui a ouvert sur l'âge du cuivre dans ces contrées. 

Le « Projet Millares » incluait l'étude de toute la zone alentour qui a pu être concernée par l'existence et l'évolution de ce haut-lieu du Néolithique final espagnol. Pour le couloir de Fiñana, la zone étudiée a été comprise entre la voie de chemin de fer au nord et la A-92 au sud.
Siret (au tournant du XXe siècle) puis le couple Georg et Vera Leisner (en) (à partir des années 1930) sont déjà passés dans la région ; ils ont enregistré un certain nombre de structures préhistoriques qui, depuis, se sont détériorées. Les prospections extensives des années 1987 et 1988 ont permis de documenter le phénomène mégalithique dans le Sud-Est pendant l’âge du cuivre.
Les sites repérés présentent une relation particulière avec le Nacimiento (es) : ils sont situés soit sur ses rives soit sur les rives des principaux ruisseaux (ramblas) qui descendent de la sierra de Baza et de la sierra Nevada. Ils démontrent une occupation allant du Néolithique au Moyen Âge. La période la plus fructueuse en termes de quantité d'artéfacts est la période romaine, qui fournit 30,8 % des échantillons recueillis ; la phase néolithique ne fournit que 4,6 % du matériel recueilli dans le couloir de Fiñana, avec un site sur Abla et deux sur Fiñana,.

Une certaine raréfaction des vestiges et une diminution des influences méditerranéennes dans les couloirs de Fiñana et Tabernas à partir du VIIe siècle av. J.-C., montrent que les communautés sémitiques ont choisi d'autres voies de communication pour accéder à la plaine de Grenade et la vallée de Baza. Il semble que le couloir de Chirivel a été un des principaux points d'accès à la vallée de Baza –– cette route a été très fréquentée à partir du Chalcolithique ; le couloir de Frigiliana et de Zafarraya étaient les passages naturels que la communauté sémitique utilisait déjà depuis le VIIIe siècle av. J.-C. pour accéder à la plaine de Grenade.
Cependant le couloir de Fiñana reste un lieu de passage important. On le trouve dans le trajet de Castulo à Malaca (es) donné par l'itinéraire d'Antonin, 
parmi les 13 étapes entre Acci (Guadix) et Vrci (El Chuche, Benahadux).

### Époque contemporaine
Les mines dites "de Fiñana" sont à quelques centaines de mètres au nord du hameau La Estación. Essentiellement des mines de fer et de cuivre, elles ont aussi livré un grand nombre d'autres espèces (17 espèces citées).
La mine Previsión est à 500 m sud-ouest du mirador de Navarro et 5 km au nord de Fiñana, dans le ravin des Cocones (barranco de los Cocones). Elle comprend un trou de mine et une petite galerie à deux niveaux ; le premier niveau fait à peine 3 mètres de long, il descend au niveau inférieur qui fait environ 20 mètres de long. Les minerais secondaires de cuivre sont au niveau supérieur. On y a trouvé plusieurs espèces : antlérite, azurite, calcite, chrysocolle (? pas sûr), conichalcite et cornwallite,,.

## Économie
Saeta, filiale des énergies renouvelables du groupe ACS présidé par l'entrepreneur Florentino Pérez, est le principal exploitant de parcs éoliens d'Almería. En 2016, l'entreprise compte deux installations sur Serón, une sur Tíjola, une sur Abrucena, une sur Abla et une sixième sur Turrillas. 
Le parc éolien de Colmenar II est sur Abrucena et Fiñana. C'est l'un des projets développés par TCI pour la société EYRA, filiale d’ACS Servicios, qui a commencé sa construction en 2008,